# Else (Werre)
De Else is een 35.2 km lange rivier die door de Duitse deelstaten Nedersaksen en Noordrijn-Westfalen stroomt. De rivier ontstaat als een aftakking (bifurcatie) van de Hase nabij Gesmold. Vervolgens stroomt ze door het heuvelachtige landschap en ook door Gesmold zelf. Daarna stroomt de waterloop door de steden Melle en Bünde. Een paar kilometer ten oosten van Bünde mondt ze ten slotte uit in de Werre.